# Al-Hussayn ibn Alí al-Maghribí
Al-Hussayn ibn Alí al-Maghribí (s. X) fou un alt funcionari que va servir a abbàssides, ikhxídides i hamdànides. Era fill d'Abu-l-Hàssan Alí ibn Muhàmmad, un persa que va ocupar una posició de recaptador a alguns districtes a l'oest de Bagdad. Va ser mudàbbir de Muhàmmad ibn Yàqut, un alt funcionari abbàssida. Era cunyat d'Abu-Alí Harun ibn Abd-al-Aziz al-Awarijí, que era un col·laborador de l'amir al-umarà Ibn Ràïq, i quan aquest va caure en desgràcia el 942, Abu-Alí i Al-Hussayn van haver de marxar de l'Iraq. Al-Hussayn es va posar al servei de l'ikhxídida Muhàmmad ibn Tughj (oficialment governador abbàssida d'Egipte) i, a la mort d'aquest en 946, es va traslladar a Síria i va servir els hamdànides d'Alep com a kàtib (secretari). El 965 fou enviat en missió diplomàtica a l'Imperi Romà d'Orient, sent ostatge durant un rescat de presoners de guerra. Va morir poc abans de tornar o tot just després d'haver tornat. Com a kàtib el va succeir el seu fill Abu-l-Hàssan Alí ibn al-Hussayn al-Maghribí.